# 川崎リハビリテーション学院
専門学校川崎リハビリテーション学院（せんもんがっこうかわさきリハビリテーションがくいん）とは、岡山県認可の専修学校、厚生労働省指定の養成施設である。

## 概要
- 川崎学園内にあり、医科大学を始めとした教員による教育と研修がなされている。
- 教員は川崎医科大学総合医療センターリハビリテーションセンターの作業療法士、理学療法士を兼務している。そのため、学生は実習において教員の受け持つ患者を担当することになる。
- 経験を積む為、旭川荘を始めとした川崎学園の施設で実習を行う事になっている。

## 運営
学校法人九曜学園 
- 理事長 - 川﨑誠治　川崎学園の理事長。
- 学院長 - 花山耕三

建学の理念は「人をつくる」「体をつくる」「学問をおさめる」

## 設置学科
- 理学療法学科（3年制）定員40名
- 作業療法学科（3年制）定員25名

## 所在地
- 岡山県倉敷市松島672

## 関連施設
- 川崎医科大学
- 川崎医療福祉大学
- 川崎医療短期大学
- 川崎医科大学総合医療センター
- 旭川荘